# Верховный суд Аргентины
Верховный суд Аргентины (исп. Corte Suprema de Justicia de la Nación) — высшая судебная инстанция в Аргентинской Республике. Созданный 15 января 1863 года, он на протяжении XX века практически не являлся независимым от исполнительной власти. В 2003 году суд был реформирован (закон № 222/03).
Верховный суд функционирует как последняя инстанция судебной системы страны. Его решения не могут быть оспорены. Он также выполняет функции конституционного суда, то есть принимает решения по делам, касающимся толкования конституции (например, он может отменить закон Конгресса, если тот противоречит действующей конституции).
Верховный суд Аргентины согласно закону 26.183 состоит из пяти членов. Член может быть выбран в Верховный суд, если:
- является профессиональным юристом с опытом не меньше 8 лет в Аргентине;
- имеет возраст не менее 30 лет и не меньше 6 лет является гражданином Аргентины;
- отвечать условиям декрета № 222/03, в том числе задекларировать всё имущество, принадлежащее им и их близким родственникам.

Членов Верховного суда назначает президент с согласия 2/3 Сената. Перед утверждением каждая кандидатура должна пройти гражданские слушания. Судьи могут быть уволены с поста только в результате процедуры импичмента, проведённой через Сенат, и только по причине недостойного поведения, совершения преступления, ненадлежащего исполнения своих обязанностей.
Срок, на который избирается судья Верховного суда, неограничен. В возрасте 75 лет судьи должны выходить на пенсию, но после достижения ими этого возраста Президент с согласия Сената может продлить их пребывание в должности на 5 лет. Число таких 5-летних продлений срока не ограничено.

## Строительство здания
Дворец Юстиции был разработан французским архитектором Норбертом Майяром в 1906 году, и первоначально был открыт в 1910 году. Последующие работы, как по обустройству, так и эстетические, продолжались до 1942 года.

## Действующие судьи
Нынешний состав Верховного суда выглядит следующим образом:
- Председатель (президент): д-р Рикардо Лоренцетти[англ.]
- Вице-президент: д-р Елена Хайтон де Ноласко[англ.]
- Судьи:

Д-р Хуан Карлос Македа;
Д-р Карлос Фернандо Розенкранц;
Д-р Орасио Даниэль Росатти.

## История
До 2000-х годов Суд во многих случаях не обладал независимостью от исполнительной власти. Несколько его судей были обвинены в создании «автоматического большинства», которое последовательно согласовывало решения, связанные с интересами администрации. Верховный суд характеризуется как «нестабильностью в своём составе», так и несоответствием в его решениях . Однако в 1994 и 2003 годах реформы улучшили демократический характер Суда.

### От позорного десятилетия до реформы 1994 года

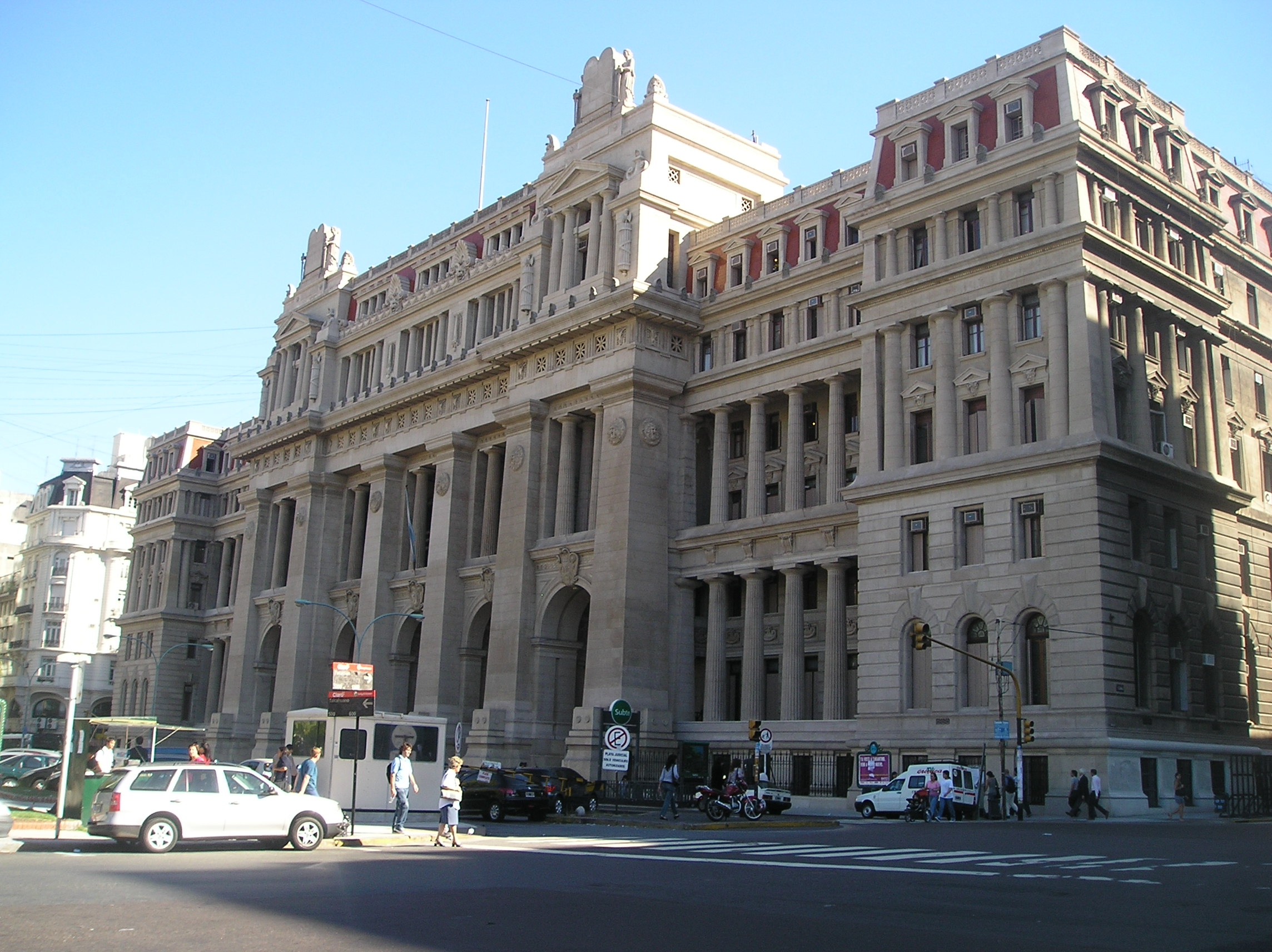
Дворец Юстиции, часть Верховного Суда.

В начале XX века Суд состоял из пяти магистратов. После военного переворота 1930 года Хосе Феликса Урибуру, который инициировал «Позорное десятилетие», пять судей признали новые власти и официально объявили о разрыве конституционного строя, таким образом, создав прецедент, который повлиял на большую часть истории Аргентины.
Во время председательства Хуана Перона Верховный суд одобрил декреты, которые не были проголосованы Конгрессом. В 1947 году, после консервативного этапа военного правления, генерал Хуан Перон инициировал судебный процесс против трёх судей Верховного суда, а четвёртый ушёл в отставку. Таким образом, только один из предыдущих судей остался на посту. С 1946 по 1955 год судебная система в целом соглашалась с официальной политикой партии.
После католическо-националистической революции в 1955 году пять мировых судей Верховного суда были свергнуты военными силами.
Когда конституционное правительство Артуро Фрондиси (UCRI — Intransigent Radical Civic Union) пришло к власти в 1958 году, три судьи подали в отставку. Во время Фрондизи было увеличено число судей Верховного суда, в то время как все судьи перонистской судебной системы были уволены.
В 1963 году следующее демократическое правительство Артуро Ильиа (UCRP) также попыталось увеличить численный состав Верховного суда. Однако военный переворот Хуана Карлоса Онганиа (известный как Аргентинская революция) сменил Ильиа до проведения реформы. Как только военные пришли к власти, они вынудили судей Верховного суда уйти в отставку. Последний отказался от своей должности только за короткое время до возвращения конституционного порядка в 1973 году.
24 мая 1973 года был создан специальный трибунал. Пять новых судей были все перонистами, и ни один из них не принадлежал к судебной семье и не следил за карьерой в судах. После военного переворота в марте 1976 года военная хунта попыталась сместить всех магистратов Верховного суда.
После демократического перехода высшие ответственные военные члены диктатуры предстали перед Cудом над хунтами (1985 год). Однако этот процесс контролировался не Верховным судом, а Федеральным уголовным апелляционным судом.
После избрания Карлоса Менема на пост президента аргентинская судебная система была объектом значительного давления со стороны исполнительной власти. В 1989 году Менем расширил высший суд Аргентины от пяти до девяти членов и избрал четырёх новых судей. Сенат одобрил выбор Менема 19 апреля 1990 года во время секретной парламентской сессии, которая длилась 7 минут и на которую оппозиция не была приглашена. Отставка судьи Бакве застраховала «абсолютное большинство» от Менемизма.

## Верховный суд с 1994 года и реформа 2003 года
Конституционная реформа 1994 года изменила способ назначения судей: хотя они все ещё предлагались исполнительной властью и одобрялись Сенатом, но для принятия решения необходимо было положительное голосование 2/3 присутствующих членов, а не абсолютное большинство, как ранее Также были введены процедуры ампаро, хабеас корпус и хабеас дата.
В 2000-х годах, начиная с временного президентства Эдуардо Дуальде и особенно в период Нестора Киршнера, который начался в 2003 году, все члены «большинства» Менема либо были уволены, либо подали в отставку. Д-р Антонио Богджано, последний из них, был снят 29 сентября 2005 года. При этом заполнены были не все вакансии, в результате чего суд стал состоять из 7 судей. Длительное время две вакансии не заполнялись, что приводило к сложностям в принятии решений, так как для вынесения решения все равно требовалось согласие 5 судей.
В 2006 году был принят Закон о возврате числа судей к изначальным пяти путем незаполнения вновь возникающих вакансий. К настоящему моменту процесс реформы завершен и в состав суда входит 5 судей. В 2007 году в состав суда впервые в истории Аргентины вошла женщина.